# Campionato del mondo rally 1981
Il Campionato del mondo rally 1981 è stata la 9ª edizione del Campionato del mondo rally. La stagione si è svolta dal 24 gennaio al 25 novembre, prevedendo 12 prove in altrettanti Paesi.

## La stagione
Il tedesco Walter Röhrl era il campione in carica, così come la FIAT lo era per i costruttori. Per la prima volta, e a tutt'oggi anche l'unica, un pilota concorrente per un team privato vinse il campionato: fu infatti il finlandese Ari Vatanen ad aggiudicarsi il titolo piloti al volante di una Ford Escort RS1800 affidata al Rothmans Rally Team. Il titolo costruttori andò invece alla Talbot grazie ai punti conquistati dalle vetture Sunbeam Lotus.

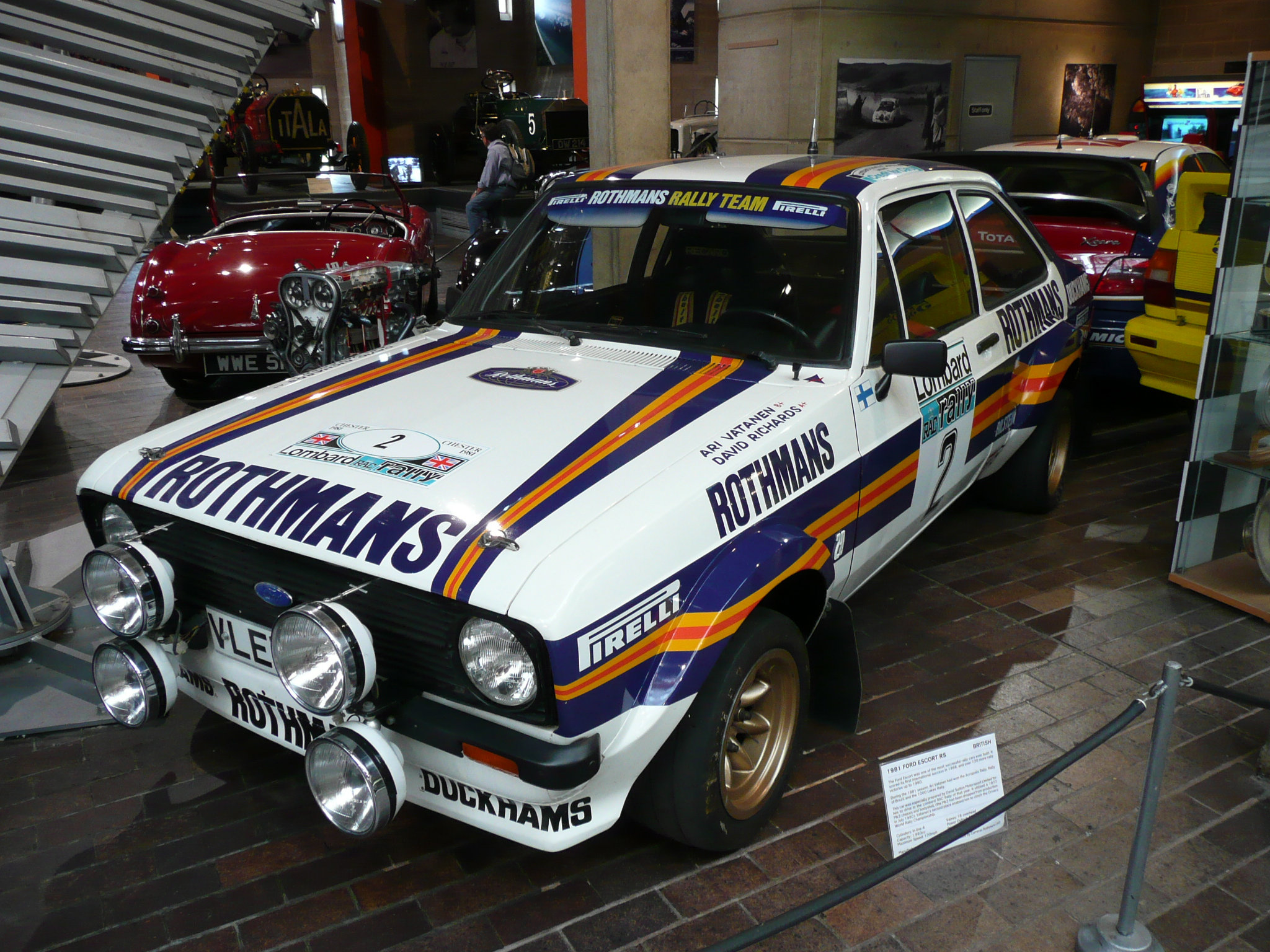
La Ford Escort RS1800 del Rothmans Rally Team che permise ad Ari Vatanen di conquistare, da privato, il titolo piloti 1981.

Il mondiale 1981 segnò l'inizio di una nuova era con il felice debutto dell'Audi quattro, la prima vettura a trazione integrale a prendere parte a una rally iridato; le vetture tedesche riuscirono infatti ad aggiudicarsi tre gare. Vi fu inoltre la prima vittoria in un rally mondiale per una donna con la francese Michèle Mouton che, navigata dall'italiana Fabrizia Pons, vinse il Rally di Sanremo proprio alla guida di una quattro. Anche la Renault e la Mitsubishi si misero in gioco nel massimo campionato, rispettivamente con la R5 Turbo, vittoriosa al Rally di Monte Carlo, e con la Lancer 2000 Turbo che esordì al Rally dell'Acropoli ma non ottenne risultati significativi al termine della stagione.

## Calendario
L'unico cambiamento significativo nel calendario fu l'introduzione di una seconda gara da disputarsi in Sudamerica, il Rally del Brasile che si corse subito dopo la confinante tappa Argentina; per far posto alla prova brasiliana venne soppresso il Rally della Nuova Zelanda. Il Tour de Corse fu inoltre spostato ai primi di maggio e vennero invertite le ultime due prove, con il Rally della Costa d'Avorio a precedere il Rally di Gran Bretagna in chiusura di campionato.
| Tappa | Data                 | Rally                                  | Superficie       |
| ----- | -------------------- | -------------------------------------- | ---------------- |
| 1     | 24-30 Gennaio        | 49ème Rallye Automobile de Monte-Carlo | Neve/asfalto     |
| 2     | 13-15 Febbraio       | 31th International Swedish Rally       | Neve             |
| 3     | 4-7 Marzo            | 15º Vinho do Porto Rallye de Portugal  | Sterrato/asfalto |
| 4     | 16-20 Aprile         | 29th Marlboro Safari Rally             | Sterrato         |
| 5     | 30 Aprile - 2 Maggio | 25ème Tour de Corse, Rallye de France  | Asfalto          |
| 6     | 1º-4 Giugno          | 28th Acropolis Rally                   | Sterrato         |
| 7     | 18-23 Luglio         | 3º Rally Codasur                       | Sterrato         |
| 8     | 6-8 Agosto           | 3rd Marlboro Rallye do Brasil          | Sterrato         |
| 9     | 28-30 Agosto         | 31th Rally of 1000 Lakes               | Sterrato         |
| 10    | 5-10 Ottobre         | 23º Rallye Sanremo                     | Sterrato/asfalto |
| 11    | 26-31 Ottobre        | 13ème Rallye Côte d'Ivoire             | Sterrato         |
| 12    | 22-25 Novembre       | 37th Lombard RAC Rally                 | Sterrato         |

## Risultati e classifiche

### Risultati e statistiche

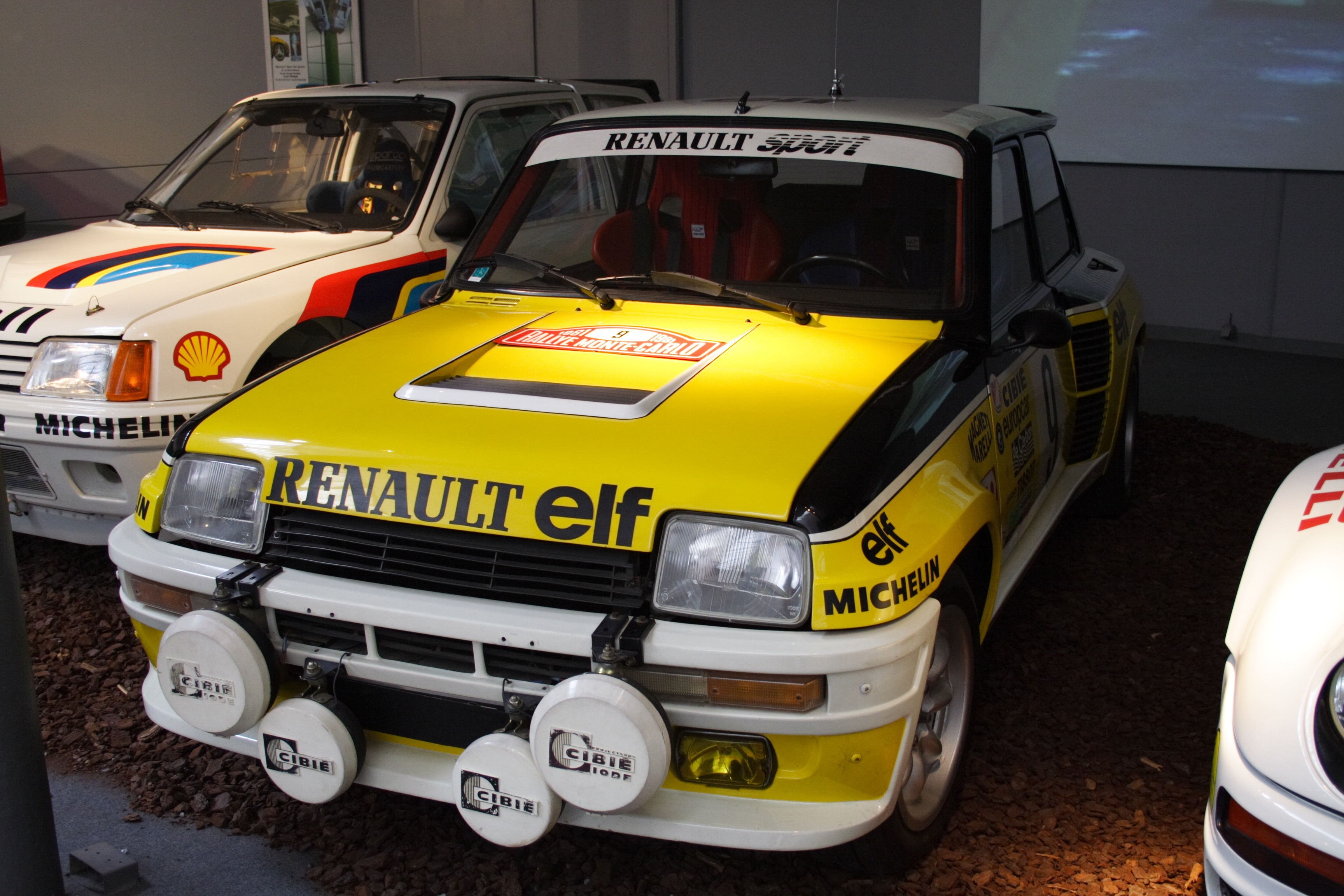
La Renault 5 Turbo di Jean Ragnotti e Jean-Marc Andrié, vincitori del Rally di Monte Carlo 1981

Fabrizia Pons e Michèle Mouton festeggiano il loro storico trionfo al Sanremo 1981, il primo nel mondiale rally per un equipaggio femminile.

Henri Toivonen su Talbot Sunbeam al Rally di Sanremo 1981

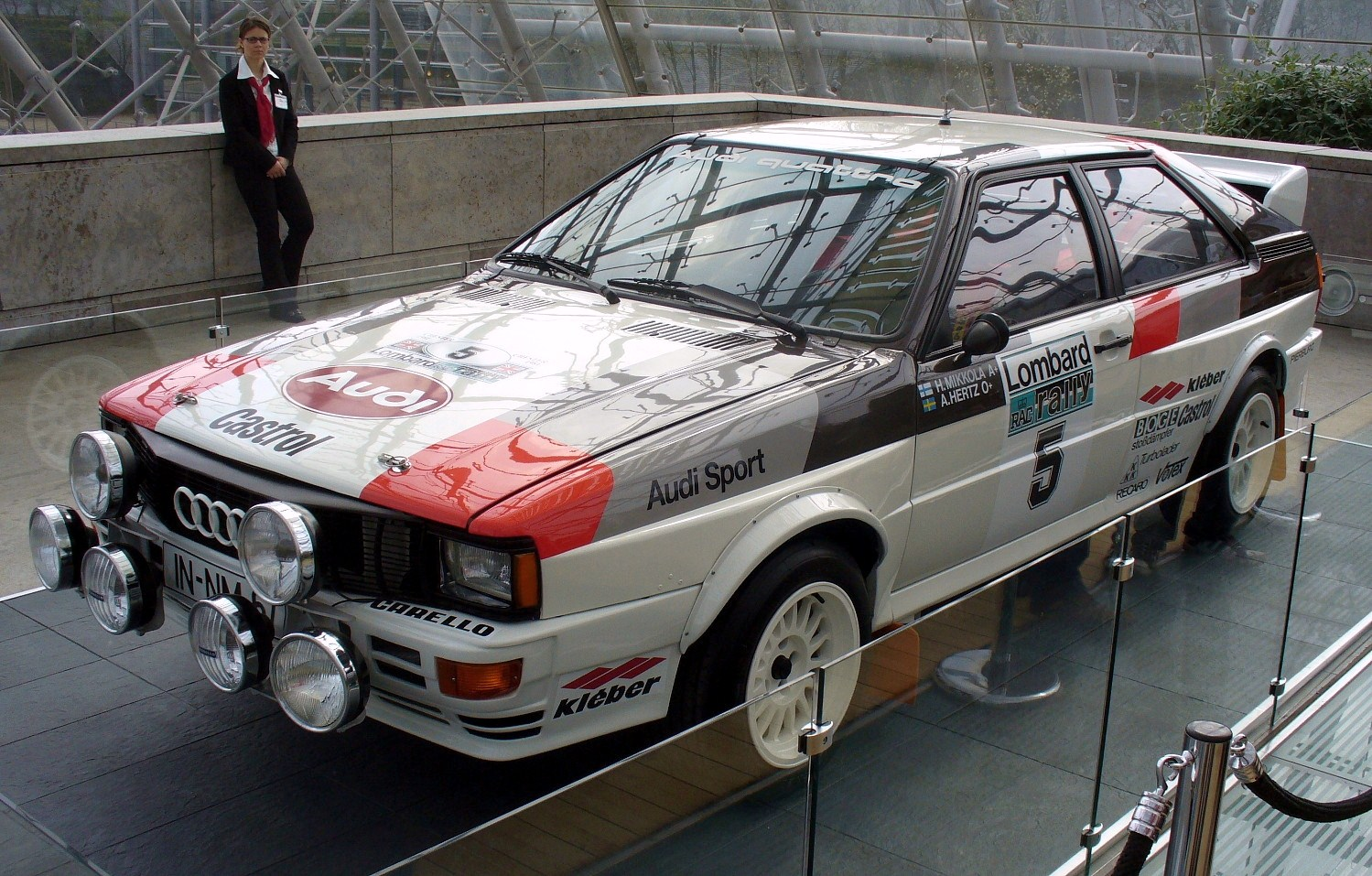
L'Audi quattro di Hannu Mikkola ed Arne Hertz, vincitori del Lombard RAC Rally 1981

| Gara | Nome rally                                                               | Podio | Podio                                          | Podio                                     | Podio      | Statistiche | Statistiche             | Statistiche | Statistiche |
| Gara | Nome rally                                                               | Pos.  | Pilota                                         | Squadra e vettura                         | Tempo      | Speciali    | Lunghezza               | Partiti     | Arrivati    |
| ---- | ------------------------------------------------------------------------ | ----- | ---------------------------------------------- | ----------------------------------------- | ---------- | ----------- | ----------------------- | ----------- | ----------- |
| 1    | 49ème Rallye Automobile de Monte-Carlo (24-30 Gennaio) — Resoconto       | 1     | Jean Ragnotti Jean-Marc Andrié                 | Renault Elf (Renault 5 Turbo)             | 9:55:55.0  | 32          | 750.00 km               | 263         | 133         |
| 1    | 49ème Rallye Automobile de Monte-Carlo (24-30 Gennaio) — Resoconto       | 2     | Guy Fréquelin Jean Todt                        | Talbot Sport (Talbot Sunbeam Lotus)       | +2:54.0    | 32          | 750.00 km               | 263         | 133         |
| 1    | 49ème Rallye Automobile de Monte-Carlo (24-30 Gennaio) — Resoconto       | 3     | Jochi Kleint Günter Wanger                     | Opel Euro Händler (Opel Ascona 400)       | +6:59.0    | 32          | 750.00 km               | 263         | 133         |
| 2    | 31th International Swedish Rally (13-15 Febbraio) — Resoconto            | 1     | Hannu Mikkola Arne Hertz                       | Audi Sport (Audi quattro)                 | 3:48:07.0  | 25          | (369.00 km) 359.00 km   | 116         | 73          |
| 2    | 31th International Swedish Rally (13-15 Febbraio) — Resoconto            | 2     | Ari Vatanen David Richards                     | Rothmans Rally Team (Ford Escort RS1800)  | +1:53.0    | 25          | (369.00 km) 359.00 km   | 116         | 73          |
| 2    | 31th International Swedish Rally (13-15 Febbraio) — Resoconto            | 3     | Pentti Airikkala Risto Virtanen                | Rothmans Rally Team (Ford Escort RS1800)  | +3:40.0    | 25          | (369.00 km) 359.00 km   | 116         | 73          |
| 3    | 15º Vinho do Porto Rallye de Portugal (4-7 Marzo) — Resoconto            | 1     | Markku Alén Ilkka Kivimäki                     | Fiat Auto Torino (Fiat 131 Abarth Rally)  | 8:27:36.0  | 46          | 678.00 km               | 95          | 24          |
| 3    | 15º Vinho do Porto Rallye de Portugal (4-7 Marzo) — Resoconto            | 2     | Henri Toivonen Fred Gallagher                  | Talbot (Talbot Sunbeam Lotus)             | +9:10.0    | 46          | 678.00 km               | 95          | 24          |
| 3    | 15º Vinho do Porto Rallye de Portugal (4-7 Marzo) — Resoconto            | 3     | Björn Waldegård Hans Thorszelius               | Toyota Team Europe (Toyota Celica 2000GT) | +16:21.0   | 46          | 678.00 km               | 95          | 24          |
| 4    | 29th Marlboro Safari Rally (16-20 Aprile) — Resoconto                    | 1     | Shekhar Mehta Mike Doughty                     | DT Dobie / Team Datsun (Datsun Violet GT) | 3:39:00.0  | nd          | 4750.00 km              | 70          | 21          |
| 4    | 29th Marlboro Safari Rally (16-20 Aprile) — Resoconto                    | 2     | Rauno Aaltonen Lofty Drews                     | DT Dobie / Team Datsun (Datsun Violet GT) | +5:00.0    | nd          | 4750.00 km              | 70          | 21          |
| 4    | 29th Marlboro Safari Rally (16-20 Aprile) — Resoconto                    | 3     | Mike Kirkland Dave Haworth                     | DT Dobie / Team Datsun (Datsun 160J)      | +1:12:00.0 | nd          | 4750.00 km              | 70          | 21          |
| 5    | 25ème Tour de Corse, Rallye de France (30 Aprile - 2 Maggio) — Resoconto | 1     | Bernard Darniche Alain Mahé                    | Team Chardonnet (Lancia Stratos HF)       | 14:26:23.0 | 24          | 1144.60 km              | 120         | 42          |
| 5    | 25ème Tour de Corse, Rallye de France (30 Aprile - 2 Maggio) — Resoconto | 2     | Guy Fréquelin Jean Todt                        | Talbot (Talbot Sunbeam Lotus)             | +16:02.0   | 24          | 1144.60 km              | 120         | 42          |
| 5    | 25ème Tour de Corse, Rallye de France (30 Aprile - 2 Maggio) — Resoconto | 3     | Tony Pond Ian Grindrod                         | Team Datsun Europe (Datsun Violet GT)     | +19:06.0   | 24          | 1144.60 km              | 120         | 42          |
| 6    | 28th Acropolis Rally (1º-4 Giugno) — Resoconto                           | 1     | Ari Vatanen David Richards                     | Rothmans Rally Team (Ford Escort RS1800)  | 13:17:25.0 | (57) 55     | (999.50 km) 958.60 km   | 133         | 22          |
| 6    | 28th Acropolis Rally (1º-4 Giugno) — Resoconto                           | 2     | Markku Alén Ilkka Kivimäki                     | Fiat Auto Torino (Fiat 131 Abarth Rally)  | +4:35.0    | (57) 55     | (999.50 km) 958.60 km   | 133         | 22          |
| 6    | 28th Acropolis Rally (1º-4 Giugno) — Resoconto                           | 3     | Attilio Bettega Maurizio Perissinot            | Fiat Auto Torino (Fiat 131 Abarth Rally)  | +7:54.0    | (57) 55     | (999.50 km) 958.60 km   | 133         | 22          |
| 7    | 3º Rally Codasur (18-23 Luglio) — Resoconto                              | 1     | Guy Fréquelin Jean Todt                        | Talbot (Talbot Sunbeam Lotus)             | 14:22:52.0 | (17) 16     | (1346.60 km) 1332.60 km | 80          | 26          |
| 7    | 3º Rally Codasur (18-23 Luglio) — Resoconto                              | 2     | Shekhar Mehta Yvonne Mehta                     | Ma. Ma. Sa. (Datsun Violet GT)            | +38:52.0   | (17) 16     | (1346.60 km) 1332.60 km | 80          | 26          |
| 7    | 3º Rally Codasur (18-23 Luglio) — Resoconto                              | 3     | Jorge Recalde Jorge del Bouno                  | Ma. Ma. Sa. (Datsun 160J)                 | +1:38:27.0 | (17) 16     | (1346.60 km) 1332.60 km | 80          | 26          |
| 8    | 3rd Marlboro Rallye do Brasil (6-8 Agosto) — Resoconto                   | 1     | Ari Vatanen David Richards                     | Rothmans Rally Team (Ford Escort RS1800)  | 9:39:40.0  | (21) 20     | (714.00 km) 704.00 km   | 20 (53)     | 9 (19)      |
| 8    | 3rd Marlboro Rallye do Brasil (6-8 Agosto) — Resoconto                   | 2     | Guy Fréquelin Jean Todt                        | Talbot (Talbot Sunbeam Lotus)             | +8:31.0    | (21) 20     | (714.00 km) 704.00 km   | 20 (53)     | 9 (19)      |
| 8    | 3rd Marlboro Rallye do Brasil (6-8 Agosto) — Resoconto                   | 3     | Domingo De Vitta Daniel Muzio                  | Ford Escort RS                            | +40:46.0   | (21) 20     | (714.00 km) 704.00 km   | 20 (53)     | 9 (19)      |
| 9    | 31th Rally of 1000 Lakes (28-30 Agosto) — Resoconto                      | 1     | Ari Vatanen David Richards                     | Rothmans Rally Team (Ford Escort RS1800)  | 4:07:27.0  | (48) 46     | (453.09 km) 439.89 km   | 146         | 66          |
| 9    | 31th Rally of 1000 Lakes (28-30 Agosto) — Resoconto                      | 2     | Markku Alén Ilkka Kivimäki                     | Fiat Auto Torino (Fiat 131 Abarth Rally)  | +59.0      | (48) 46     | (453.09 km) 439.89 km   | 146         | 66          |
| 9    | 31th Rally of 1000 Lakes (28-30 Agosto) — Resoconto                      | 3     | Hannu Mikkola Arne Hertz                       | Audi Sport (Audi quattro)                 | +2:52.0    | (48) 46     | (453.09 km) 439.89 km   | 146         | 66          |
| 10   | 23º Rallye Sanremo (5-10 Ottobre) — Resoconto                            | 1     | Michèle Mouton Fabrizia Pons                   | Audi Sport (Audi quattro)                 | 8:05:50.0  | (61) 59     | (752.00 km) 750.00 km   | 64          | 26          |
| 10   | 23º Rallye Sanremo (5-10 Ottobre) — Resoconto                            | 2     | Henri Toivonen Fred Gallagher                  | Talbot (Talbot Sunbeam Lotus)             | +3:25.0    | (61) 59     | (752.00 km) 750.00 km   | 64          | 26          |
| 10   | 23º Rallye Sanremo (5-10 Ottobre) — Resoconto                            | 3     | Antonio 'Tony' Fassina Roberto 'Rudy' Dalpozzo | Conrero Squadra Corse (Opel Ascona 400)   | +6:18.0    | (61) 59     | (752.00 km) 750.00 km   | 64          | 26          |
| 11   | 13ème Rallye Côte d'Ivoire (26-31 Ottobre) — Resoconto                   | 1     | Timo Salonen Seppo Harjanne                    | Comafrique (Datsun Violet GT)             | 9:57:00.0  | -           | 5087.00 km              | 51          | 9           |
| 11   | 13ème Rallye Côte d'Ivoire (26-31 Ottobre) — Resoconto                   | 2     | Per Eklund Ragnar Spjuth                       | Premoto Toyota (Toyota Celica 2000GT)     | +1:12:00.0 | -           | 5087.00 km              | 51          | 9           |
| 11   | 13ème Rallye Côte d'Ivoire (26-31 Ottobre) — Resoconto                   | 3     | Shekhar Mehta Mike Doughty                     | Comafrique (Datsun Violet GT)             | +1:25:00.0 | -           | 5087.00 km              | 51          | 9           |
| 12   | 37th Lombard RAC Rally (22-25 Novembre) — Resoconto                      | 1     | Hannu Mikkola Arne Hertz                       | Audi Sport (Audi quattro)                 | 8:30:00.0  | 65          | 746.74 km               | 151         | 54          |
| 12   | 37th Lombard RAC Rally (22-25 Novembre) — Resoconto                      | 2     | Ari Vatanen David Richards                     | Rothmans Rally Team (Ford Escort RS1800)  | +1:05.0    | 65          | 746.74 km               | 151         | 54          |
| 12   | 37th Lombard RAC Rally (22-25 Novembre) — Resoconto                      | 3     | Stig Blomqvist Björn Cederberg                 | Talbot (Talbot Sunbeam Lotus)             | +13:36.0   | 65          | 746.74 km               | 151         | 54          |

### Classifiche

#### Classifica Piloti
Erano assegnati punti ai primi dieci classificati nel seguente ordine: 20 - 15 - 12 - 10 - 8 - 6 - 4 - 3 - 2 - 	1.

Venivano inoltre considerati soltanto i migliori sette risultati ottenuti.
| Pos | Pilota           | MON   | SWE | PRT   | KEN   | FRA   | GRE | ARG   | BRA | FIN   | ITA   | CIV | GBR   | Punti |
| --- | ---------------- | ----- | --- | ----- | ----- | ----- | --- | ----- | --- | ----- | ----- | --- | ----- | ----- |
| 1   | Ari Vatanen      | (Rit) | 2   | (Rit) |       |       | 1   | (Rit) | 1   | 1     | 7     | 9   | 2     | 96    |
| 2   | Guy Fréquelin    | 2     |     | 6     | (Rit) | 2     | 4   | 1     | 2   |       | (Rit) | 5   | (Rit) | 89    |
| 3   | Hannu Mikkola    | 91    | 1   | (Rit) |       | (Rit) | SQ  |       |     | 3     | 4     |     | 1     | 62    |
| 4   | Markku Alén      | 7     |     | 1     |       |       | 2   |       |     | 2     | 9     |     | Rit   | 56    |
| 5   | Shekhar Mehta    |       |     |       | 1     |       | 5   | 2     | Rit |       |       | 3   |       | 55    |
| 6   | Timo Salonen     |       |     | Rit   | 4     | Rit   | Rit | (Rit) |     | 4     | 12    | 1   | (Rit) | 40    |
| 7   | Henri Toivonen   | 5     |     | 2     |       | Rit   | Rit |       |     | Rit   | 2     |     | Rit   | 38    |
| 8   | Michèle Mouton   | Rit   |     | 4     |       | Rit   | SQ  |       |     | 13    | 1     |     | Rit   | 30    |
| 9   | Pentti Airikkala |       | 3   |       |       |       |     |       |     | 5     |       |     | 4     | 48    |
| 10  | Per Eklund       | Rit   | 9   | Rit   |       | 6     | Rit |       |     | (Rit) |       | 2   | 6     | 29    |
| 11  | Jean Ragnotti    | 1     |     |       |       | Rit   |     |       |     |       |       |     | 5     | 28    |
| 12  | Bernard Darniche | 6     |     |       |       | 1     |     |       |     |       |       |     |       | 26    |
| 13  | Stig Blomqvist   |       | 5   |       |       |       |     |       |     | 8     |       |     | 3     | 23    |
| 14  | Jorge Recalde    |       |     |       |       |       |     | 3     | 4   |       |       |     |       | 22    |
| 15  | Anders Kulläng   | 4     | 4   | Rit   | Rit   | NP    | Rit |       |     | 12    |       |     | 9     | 22    |
| 16  | Jochi Kleint     | 3     |     |       | 5     |       | Rit |       |     |       |       |     |       | 20    |
| 17  | Tony Pond        |       |     | 5     |       | 3     |     |       |     |       | Rit   |     | Rit   | 20    |
| 18  | Björn Waldegård  | 8     |     | 3     |       | Rit   | Rit |       |     | 9     |       | Rit | Rit   | 17    |
| 19  | Rauno Aaltonen   | 13    |     |       | 2     |       |     |       |     |       |       |     |       | 15    |
| 20  | Mike Kirkland    |       |     |       | 3     |       |     |       |     |       |       |     |       | 12    |
| 21  | Attilio Bettega  | Rit   |     | Rit   |       |       | 3   |       |     | 6     | Rit   |     |       | 12    |
| 22  | Domingo De Vitta |       |     |       |       |       |     | Rit   | 3   |       |       |     |       | 12    |
| 23  | Antonio Fassina  |       |     |       |       |       |     |       |     |       | 3     |     |       | 12    |
| 24  | Björn Johansson  |       | 6   |       |       |       |     |       |     | 6     |       |     | Rit   | 12    |
| 25  | Terry Kaby       |       |     |       |       | 5     |     |       |     |       |       |     | 8     | 11    |

| Colore  | Risultato             |
| ------- | --------------------- |
| Oro     | Vincitore             |
| Argento | 2º posto              |
| Bronzo  | 3º posto              |
| Verde   | Finito a punti        |
| Blu     | Finito senza punti    |
| Viola   | Ritirato (Rit)        |
| Viola   | Non classificato (NC) |
| Rosso   | Non qualificato (NQ)  |
| Nero    | Squalificato (SQ)     |
| Bianco  | Non partito (NP)      |
| Bianco  | Non ha gareggiato     |
| Bianco  | Infortunato (INF)     |
| Bianco  | Escluso (ES)          |
| Bianco  | Gara cancellata (C)   |

#### Classifica Costruttori
Venivano considerati soltanto i migliori sette risultati ottenuti.

I Rally di Svezia e del Brasile non assegnavano punti per il campionato costruttori.
| Pos | Costruttore | MON | SWE | PRT | KEN | FRA | GRE | ARG | BRA | FIN | ITA | CIV | GBR | Punti |
| --- | ----------- | --- | --- | --- | --- | --- | --- | --- | --- | --- | --- | --- | --- | ----- |
| 1   | Talbot      | 2   | -   | 2   |     | 2   | 4   | 1   | -   |     | 2   |     | 3   | 117   |
| 2   | Datsun      |     | -   | 5   | 1   | 3   | 5   | 2   | -   | 4   |     | 1   |     | 106   |
| 3   | Ford        |     | -   | 7   |     | 7   | 1   | 6   | -   | 1   | 7   |     | 2   | 90    |
| 4   | Opel        | 3   | -   | 8   | 5   | 10  |     |     | -   | 6   | 3   |     |     | 69    |
| 5   | Audi        |     | -   | 4   |     |     |     |     | -   | 3   | 1   |     | 1   | 63    |
| 6   | FIAT        | 7   | -   | 1   |     |     | 2   |     | -   | 2   | 8   |     |     | 63    |
| 7   | Renault     | 1   | -   |     |     | 9   | 7   | 4   | -   |     |     |     | 5   | 61    |
| 8   | Toyota      |     | -   | 3   |     | 6   |     |     | -   | 9   |     | 2   | 6   | 54    |
| 9   | Peugeot     |     | -   |     | 6   |     | 10  | 5   | -   |     |     | 5   |     | 37    |
| 10  | Lancia      | 6   | -   |     |     | 1   |     |     | -   |     |     |     |     | 28    |
| 11  | Porsche     | 9   | -   |     |     | 4   |     |     | -   |     |     |     |     | 19    |
| 12  | Škoda       |     | -   |     |     |     | 6   |     | -   |     |     |     |     | 8     |
| 13  | Dodge       |     | -   |     | 9   |     |     |     | -   |     |     |     |     | 6     |
| 14  | Mitsubishi  |     | -   |     |     |     |     |     | -   | 10  |     |     | 9   | 4     |

| Colore  | Risultato             |
| ------- | --------------------- |
| Oro     | Vincitore             |
| Argento | 2º posto              |
| Bronzo  | 3º posto              |
| Verde   | Finito a punti        |
| Blu     | Finito senza punti    |
| Viola   | Ritirato (Rit)        |
| Viola   | Non classificato (NC) |
| Rosso   | Non qualificato (NQ)  |
| Nero    | Squalificato (SQ)     |
| Bianco  | Non partito (NP)      |
| Bianco  | Non ha gareggiato     |
| Bianco  | Infortunato (INF)     |
| Bianco  | Escluso (ES)          |
| Bianco  | Gara cancellata (C)   |